# Dysderina obtina
Dysderina obtina är en spindelart som beskrevs av Arthur M. Chickering 1968. Dysderina obtina ingår i släktet Dysderina och familjen dansspindlar.
Artens utbredningsområde är Panama. Inga underarter finns listade i Catalogue of Life.